# Freuynde + Gaesdte

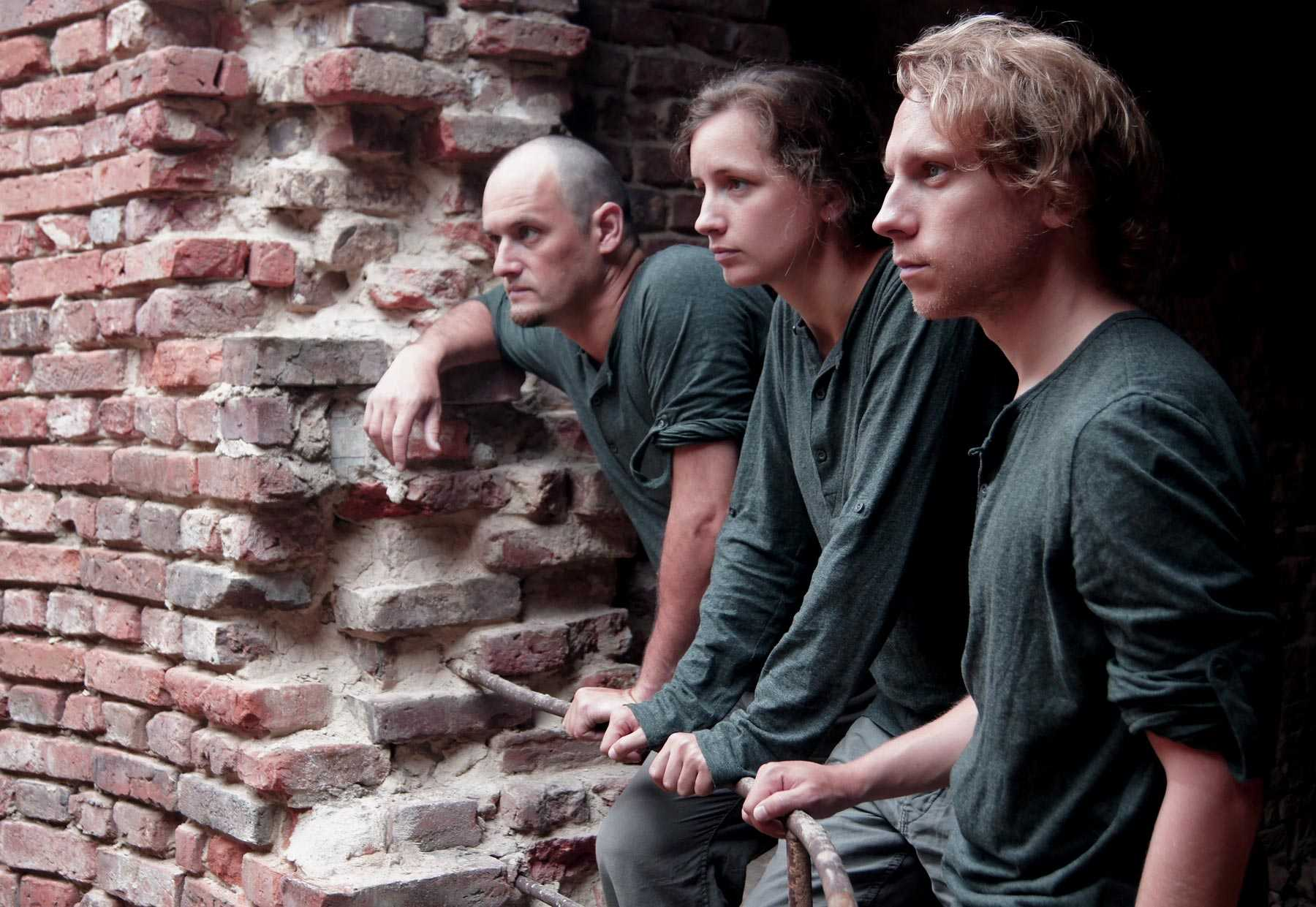
Freuynde + Gaesdte mit „Die Akte Woyzeck“ im Zwinger (Zeha Schröder, Anke Winterhoff, Helge Salnikau)

Das Ensemble Freuynde + Gaesdte ist ein Freies Theater mit Sitz in Münster. Seit der Gründung im Jahr 1999 hat die Gruppe über achtzig Bühnenstücke produziert und zahlreiche Lesungen sowie zwei Filmprojekte realisiert. Mit insgesamt mehr als 2000 Veranstaltungen und rund 90.000 Zuschauern (Stand: 2023) zählt das Ensemble zu den bekanntesten Freien Theatern des Münsterlandes.

## Künstlerisches Konzept
Freuynde + Gaesdte verfolgen einen künstlerischen Ansatz, der das Theater „mitten im Leben“ verortet. Dies betrifft zum einen die Auswahl der Stoffe und Sujets, die zu einem überwiegenden Teil nicht auf literarischen Texten beruhen. Stattdessen werden dokumentarische Quellen zu realen Ereignissen eigens für die Bühne eingerichtet. Zum zweiten werden konventionelle Theaterräume und artifizielle Bühnenbilder zugunsten einer locationbezogenen Arbeitsweise verworfen: Jedes neue Stück wird im Hinblick auf einen realen Spielort konzipiert, der in einem direkten funktionalen, historischen oder ästhetischen Bezug zum Inhalt des Stückes steht und der im vorgefundenen Zustand, also ohne zusätzliche Einbauten oder Kulissen, als Bühnenbild genutzt wird. Zum dritten zeigt sich die ‚Alltagsnähe‘ des Ensembles in der Niederschwelligkeit und Publikumsfreundlichkeit der Veranstaltungen, bei denen die Bühnenkünstler selbst an der Theaterkasse sitzen, als Platzanweiser fungieren u. ä. mehr.

## Struktur und Geschichte
Das Ensemble wurde 1999 von dem Regisseur Zeha Schröder und dem Schauspieler Marcell Kaiser gegründet. Seitdem präsentiert das Theater etwa drei Premieren pro Spielzeit. Aufgrund der dokumentarischen Arbeitsweise handelt es sich dabei meist um Uraufführungen. Die Stücke werden im Unterschied zu den meisten freien Theaterinszenierungen nicht als zeitlich begrenzte En-suite-Projekte konzipiert, sondern als sich abwechselnde Repertoirestücke mit 20 bis 30 (vereinzelt bis zu 90) Aufführungen und einer Laufzeit von zirka zwei Jahren.
Freuynde + Gaesdte ist ein Ensemble in privater Trägerschaft und hat die Rechtsform einer GbR, bei der die mitwirkenden Künstler zugleich auch Gesellschafter des Unternehmens sind. Entsprechend ist die künstlerische Arbeit durch flache Hierarchien gekennzeichnet, denn die Mitwirkenden sind – unabhängig von ihrer Funktion im jeweiligen Stück (als Autor, Regisseur, Schauspieler usw.) – stets auch gleichberechtigte Teilhaber der Gesellschaft. Daraus resultieren regelmäßige Funktionswechsel: im einen Stück „führt“ Regisseurin A den Schauspieler B, im nächsten Stück ist es dann umgekehrt. Auch Gruppeninszenierungen kommen regelmäßig vor (siehe Abschnitt Kneipenklassiker).
Im Unterschied zu den wechselnden Funktionen in den einzelnen Inszenierungen ist die Künstlerische Leitung von Kontinuität geprägt. Gründungsmitglied Zeha Schröder gehört seit 1999 der Theaterleitung an, seine Kollegin Anke Winterhoff seit 2011. 
Freuynde + Gaesdte verfügen weder über eine Regelförderung noch über eine Subventionierung des Spielbetriebs. Öffentliche Fördermittel werden bei Bedarf von Projekt zu Projekt beantragt, wobei das Münsteraner Kulturamt und die Bundesstiftung Fonds Darstellende Künste als größte Zuwendungsgeber durchschnittlich rund ein Viertel des Jahresbudgets zur Verfügung stellen. Ein weiteres Viertel tragen private Förderer und Sponsoren bei, die zum Teil komplette Produktionsbudgets (ohne öffentliche Fördermittel) bereitstellen. Mehr als die Hälfte der Finanzmittel wird dank einer durchschnittlichen Auslastung von 95 % aus Ticketverkäufen vom Theater selbst erwirtschaftet.

## Arbeitsweise und Repertoire
Das Repertoire basiert größtenteils auf „Geschichten, die das Leben schrieb“, beispielsweise historischen oder aktuellen Kriminalfällen, Biografien, Schiffsunglücken usw. Die Produktionsarbeit beginnt mit einer Sichtung der verfügbaren Quellen (Gerichtsakten, Zeitungsartikel, Memoiren), aus denen dann ein Skript entwickelt wird. Da die Quellen oft mehrere tausend Seiten umfassen, besteht ein wichtiger Arbeitsschritt in der Straffung und Kürzung des Materials, das anschließend in wörtlicher oder paraphrasierter Form als „O-Ton“ zur Grundlage des gesprochenen Textes wird. Das so entstandene Skript wird dann während der Proben wie ein traditioneller Theatertext in Szene gesetzt und einstudiert. Es handelt sich also bei den Dokumentarstücken weder um Lecture-Performances noch um frei entwickelte Inszenierungen, die nur lose an die zugrunde liegenden Geschehnisse angelehnt sind, sondern um klassisches Sprechtheater auf Basis authentischer Wortlaute.

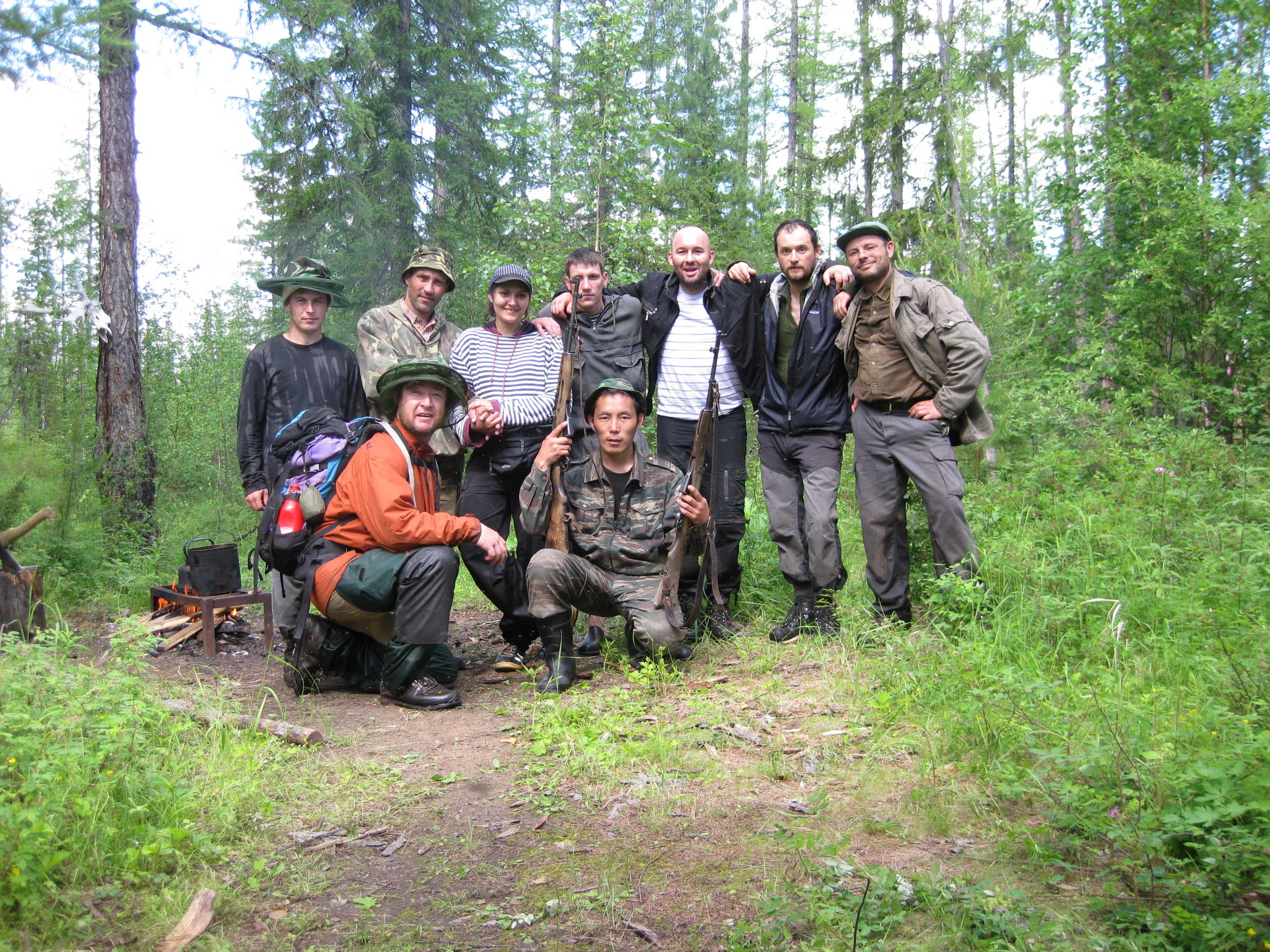
Trapper und Ensemblemitglieder von Tunguska Molchanje in der sibirischen Taiga nördlich von Wanawara (2009)

### Recherchen
Im Vorfeld der eigentlichen Probenarbeit, manchmal auch im Vorfeld der Skripterstellung, unternimmt das Ensemble ausgedehnte inhaltliche Recherchereisen zu den Schauplätzen der jeweiligen Stücke. So haben die Mitwirkenden schon in der algerischen Sahara recherchiert (für ein Stück über Isabelle Eberhardt), sind zu den Walgründen vor den Lofoten gereist (für die Essex-Adaption Mocha Dick), sind mit sibirischen Trappern zum Epizentrum des Tunguska-Ereignisses gewandert (für die wortlose Inszenierung Tunguska Molchanje) oder haben auf den Spuren Ida Pfeiffers eine Schiffsreise nach Island unternommen. Das textliche und filmische Material, das bei diesen Reisen entsteht, findet oft als (medialer) Bestandteil in die spätere Inszenierung Eingang.

### Wichtige Spielorte
Fast alle Inszenierungen des Ensembles sind für Spielorte in Münster entwickelt und werden ausschließlich dort gezeigt. Die Inszenierungen sind präzise auf den jeweiligen Spielort zugeschnitten, so dass eine Gastspieltätigkeit aufgrund des nicht transportierbaren Bühnenbildes fast ausgeschlossen ist. Inzwischen hat das Theater eine Vielzahl der Wahrzeichen und Sehenswürdigkeiten Münsters „bespielt“ (Planetarium, Zwinger, Aasee, Iduna-Hochhaus, Promenade, Allwetterzoo, Kunstmuseum, Mühlenhof u. a.). Aber auch unbekannte Orte, die normalerweise nicht öffentlich zugänglich sind, werden kulturell erschlossen, so z. B. ein historischer Brauereikeller im Hinterhof eines Privathauses in der Altstadt, der dem Ensemble als „Theaterkaschemme“ dient.

### Kneipenklassiker

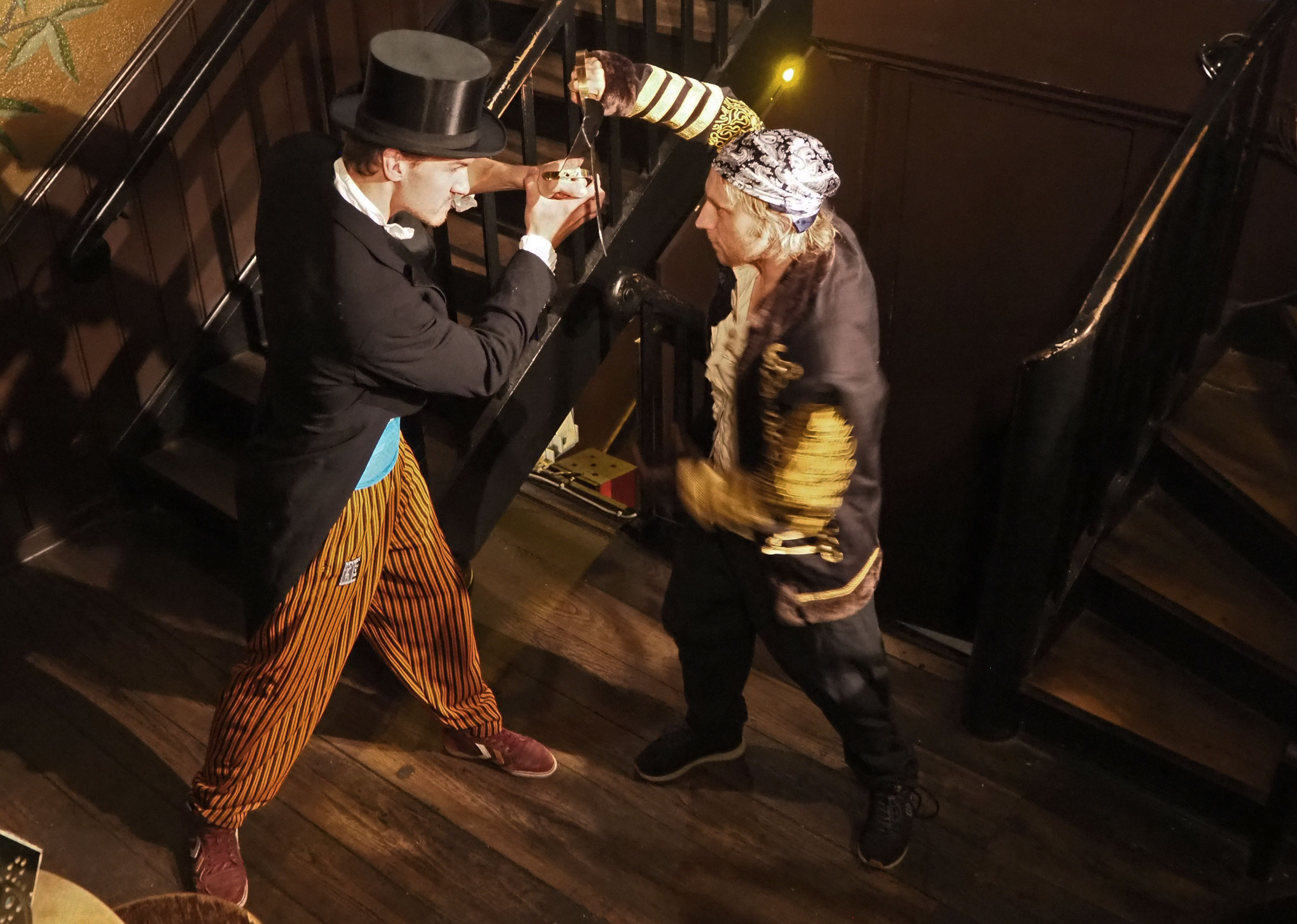
Johan Schüling und Helge Salnikau beim Säbelkampf im Blauen Haus

Eine Besonderheit im Spielplan des Ensembles stellen die sog. Kneipenklassiker dar, die gewissermaßen als heiterer Gegenpol zu den meist ernsten bis tragischen Dokumentarstücken konzipiert werden. Hierbei handelt es sich um Inszenierungen, die auf allgemein bekannten Sujets basieren und diese in Form einer Parodie mit Elementen des Musicals und der Burleske auf die Bühne bringen. Die zugrunde liegende Vorlage kann ein Theaterstück des klassischen Repertoires sein (z. B. Shakespeares Romeo und Julia oder Schillers Räuber), aber auch ein populärer literarischer Stoff (Dumas’ Graf von Monte Christo, Bram Stokers Dracula) oder ein bestimmtes Genre (Comic, Piratenfilm).
Die szenische Umsetzung ist sehr körperbetont mit Stunts und Akrobatik, die Dialoge sind von Wortwitz und Sottisen geprägt, mehrstimmige A-capella-Songs werden vom Ensemble in den Handlungsablauf integriert. Im Gegensatz zum Stücktext, der meist aus der Feder des Künstlerischen Leiters Zeha Schröder stammt, ist die Inszenierung ein kollektives Gemeinschaftswerk der beteiligten Schauspieler. Regelmäßiger Spielort der Kneipenklassiker ist die Studentenkneipe Das Blaue Haus mit zahlreichen Treppen, Balustraden und Emporen, die vom Ensemble raumgreifend bespielt werden.

### Bekannte Ensemblemitglieder und Gastkünstler
Das Kernensemble von Freuynde + Gaesdte besteht aus professionellen Darstellern der freien Theaterszene Münsters. Projektweise stoßen aber auch immer wieder auswärtige Gastkünstler dazu, von denen einige auch überregional bekannt sind, wie zum Beispiel:
- Olga Neuwirth, Komponistin (schuf 2000 die Bühnenmusik zu der Inszenierung virus)[9]
- ChrisTine Urspruch, Schauspielerin und „Sams“-Darstellerin (als Darstellerin ebenfalls in virus)
- Barbara Buchholz, Komponistin und Thereministin (Bühnenmusik zu den Stücken Dead End und waves von 2002 / 2004)
- Ursula Renneke, Schauspielerin (war zwischen 2005 und 2010 an den Stücken R.U.R., Mühlensell und Die Beduinin als Darstellerin beteiligt)
- Komi Togbonou, Musiker und Schauspieler (als Darsteller in Farbe des Pols, 2003, und Der Spinnenmann, 2009)
- Daniel Ableev, Autor und Komponist (mit Theatermusiken für Mehr Licht, Die Akte Woyzeck, Teile vom Ganzen und Voy:ag:eurs)
- Frank Dukowski, Film- und Fernsehschauspieler (als Darsteller und Regisseur an zahlreichen Inszenierungen beteiligt)
- Jan-Christoph Tonigs, seit 2022 Kulturdezernent der Bezirksregierung Münster (von 2005 bis 2007 im Künstlerischen Leitungsteam des Theaters)

## Auszeichnungen und Würdigungen
Freuynde + Gaesdte ist seit 2012 Ausgezeichneter Ort der Bundesinitiative Land der Ideen und wurde für das Engagement prämiert, mit dem das Ensemble „sein Theater als gemeinschaftsstiftendes Konzept präsentiert und die Besonderheit der Schauplätze unterstreicht“. Inszenierungen des Theaters wurden mehrfach zu nationalen und internationalen Festivals eingeladen wie Politik im Freien Theater (Hamburg), HEIMspiel-Festival (Münsterland). Zweimal war das Ensemble beim NRW-Festival Theaterzwang (seit 2008: favoriten) zu Gast, dreimal bei der binationalen theaterszene europa (Köln). Im Jahr 2002 gewann das Multi-Media-Konzept waves, eine Koproduktion mit der Musikerin Barbara Buchholz, den Sonderpreis der Stadt Bielefeld beim Kompositionswettbewerb NRW.
Bemerkenswert ist auch, dass Freuynde + Gaesdte, als einziges Freies Theater Münsters, von 2000 bis 2023 jedes Jahr eine Förderempfehlung des Theaterkuratoriums Münster erhalten hat. Das Expertengremium wählt im Auftrag der Stadt Münster alljährlich besonders hochwertige Produktionsvorhaben der Freien Szene zur Förderung aus.